# Bo Porter
Marquis Donnell Porter, connu sous le nom de Bo Porter et né le 5 juillet 1972 à Newark, New Jersey aux États-Unis, est un joueur de champ extérieur et instructeur de baseball, qui fut notamment manager des Astros de Houston. 
Il joue dans les Ligues majeures de baseball de 1999 à 2001. En 2011 et 2012, Porter est l'instructeur au troisième but des Nationals de Washington. Il est gérant des Astros de Houston en 2013 et 2014.
 

## Carrière de joueur
Joueur de baseball à l'Université de l'Iowa, Bo Porter est repêché en 40e ronde par les Cubs de Chicago en 1993. Il joue également au football américain au collège. Il fait ses débuts dans le baseball majeur avec les Cubs le 9 mai 1999. Joueur de champ extérieur, il dispute 24 parties avec cette équipe durant cette première saison, 17 pour les Athletics d'Oakland en 2000 et 48 avec les Rangers du Texas en 2001. En 89 parties jouées au total dans les Ligues majeures, Porter a frappé 27 coups sûrs pour une moyenne au bâton de ,214 avec deux circuits, 8 points produits, 23 points marqués et trois buts volés. Il réussit un coup sûr à sa seule présence au bâton dans les séries éliminatoires et produit un point durant la Série de division qui oppose Oakland aux Yankees de New York en octobre 2000.

## Carrière d'entraîneur

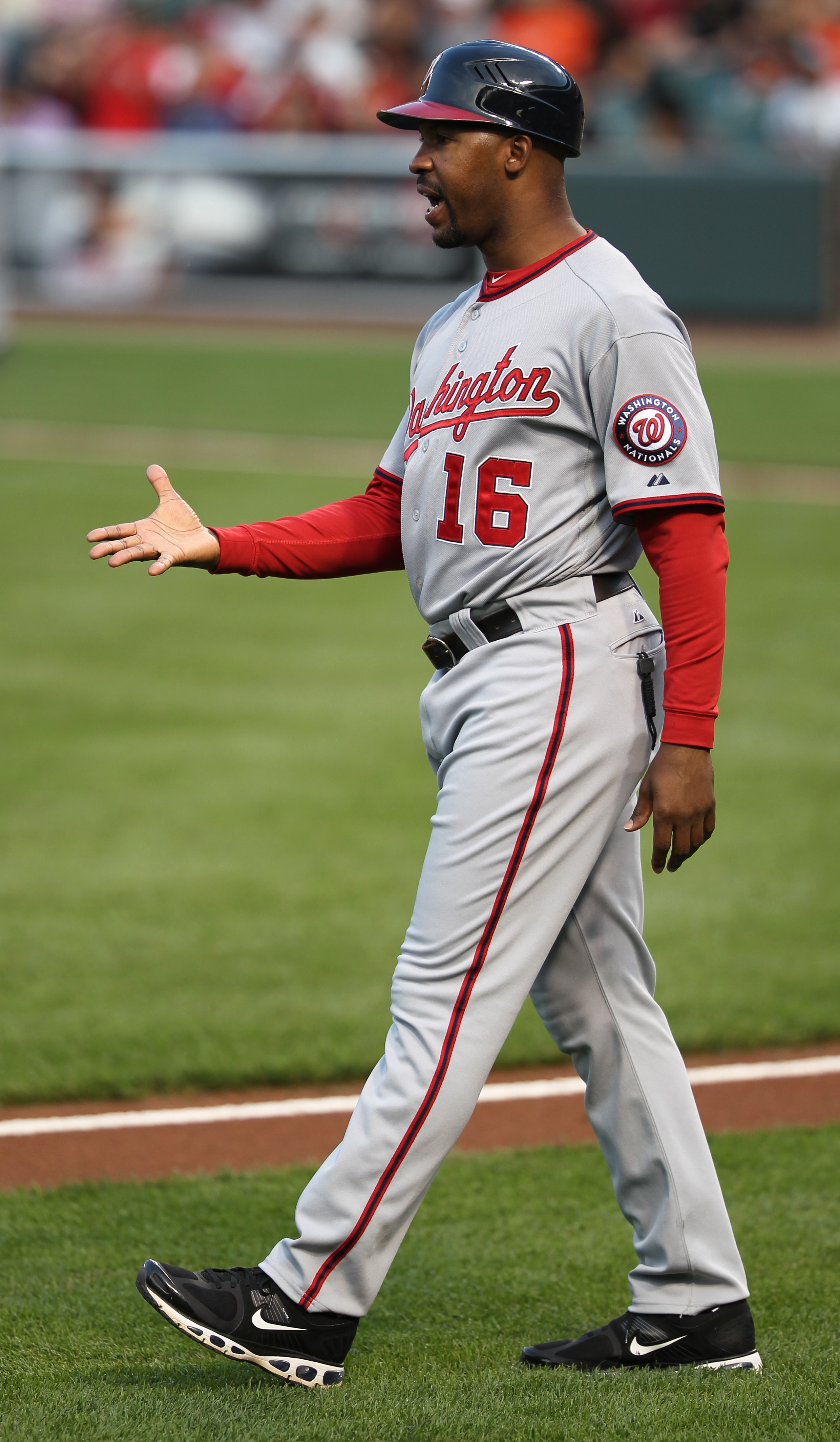
Bo Porter est l'un des instructeurs des Nationals en 2011 et 2012.

### Ligues mineures
Bo Porter est en 2005 instructeur des frappeurs des Grasshoppers de Greensboro, un club des ligues mineures de niveau A affilié aux Marlins de la Floride. En 2006, il est le manager des Jammers de Jamestown, un club-école des Marlins dans la New York - Penn League. 

### Marlins de la Floride
De 2007 à 2009, il fait partie des instructeurs des Marlins de la Floride dans la Ligue majeure. Il est instructeur au troisième but mais également entraîneur des voltigeurs et des coureurs de l'équipe.

### Diamondbacks de l'Arizona
Il se joint aux Diamondbacks de l'Arizona en 2010 et amorce la saison comme instructeur au troisième but. Lorsque le club congédie le manager A. J. Hinch en cours de saison et accorde une promotion à l'instructeur sur le banc Kirk Gibson, Porter remplace ce dernier.
Durant l'année, Porter est également interviewé par les Marlins qui cherchent un successeur à Fredi González, congédié le 23 juin de son poste de gérant. Les Marlins choisissent cependant Edwin Rodríguez.

### Nationals de Washington
En novembre 2010, Bo Parter est engagé comme instructeur de troisième but des Nationals de Washington pour la saison 2011. En septembre de la même année, il est à nouveau l'un des candidats au poste de gérant des Marlins de la Floride, avant que ceux-ci ne jettent leur dévolu sur Ozzie Guillén. Porter demeure à Washington dans les mêmes fonctions en 2012.

### Astros de Houston
Le 27 septembre 2012, Porter est engagé pour succéder à Tony DeFrancesco comme manager des Astros de Houston. Lorsqu'il est engagé par Houston, il est toujours employé par les Nationals comme instructeur et reste en poste jusqu'à la fin de la saison 2012.
Il dirige un club des majeures pour la première fois le 31 mars 2013 et est le gérant des Astros pour leur premier match après leur transfert de la Ligue nationale vers la Ligue américaine. Il remporte à cette occasion une première victoire lorsque Houston défait Texas 8-2. Porter est la 17e personne à occuper le poste de gérant des Astros et hérite d'un club ayant perdu plus de 100 matchs à ses deux dernières saisons, dont un record de franchise de 107 défaites en 2012. Les Astros connaissent en 2013 la pire saison de leur histoire avec 51 victoires et 111 défaites. Houston compte 59 victoires et 79 défaites après 138 parties en 2014 et sont 27e sur 30 clubs du baseball majeur lorsque Porter est congédié le 1er septembre et remplacé par Tom Lawless.

### Braves d'Atlanta
Le 3 octobre 2014, Porter est engagé comme instructeur de troisième but des Braves d'Atlanta. Il est instructeur des Braves en 2015 et 2016.